# 伍氏鮈麗魚
伍氏鮈麗魚（学名：Gobiocichla wonderi）為輻鰭魚綱鱸形目隆頭魚亞目慈鯛科的其中一種，分布於非洲尼日河中上游流域，體長可達6.2公分，棲息在礫石底質、水流快速的溪流，以岩縫、洞穴為巢，以岩石上的藻類及附著生物為食，生活習性不明。